# 야마구치 아사히 방송
야마구치 아사히 방송(일본어: 山口朝日放送)은 1993년 10월 1일 야마구치현의 3번째 민영방송국으로 개국했다.
약칭은 YAB, 콜사인은 JOYX-DTV이다.

## 연혁
- 1992년 11월 20일 설립.
- 1993년 10월 1일 개국과 동시에 올 닛폰 뉴스 네트워크(All-nippon News Network) 가맹.
  - 신규 프로그램을 제외하면, 대부분이 야마구치 방송 (KRY)에서 이행된 프로그램으로 40% 정도는 1978년 10월 1일까지 TV 야마구치 (tys)에서 방송되고 있던 프로그램이었다(tys는 ANN 비가맹, KRY는 ANN에 간접참가 형태로 있던 도중 정식 가맹).
- 2006년5월 1일 지상파 디지털 텔레비전 시험 방송 개시.
- 2006년6월 1일 지상파 디지털 텔레비전 아날로그 동시 전송 시험방송 실시
- 2006년10월 1일 지상파 디지털 텔레비전 방송 개시
- 2011년 7월 24일 지상파 아날로그 텔레비전 방송 종료

## 특징
- 개국초기 프로그램간 공백을 막기 위해 오후 6시 후반대에 애니메이션을 편성했으며 1999년부터 2005년 9월까지 심야 애니메이션을 자주 방송했다.

## 야마구치현에 있는 다른 텔레비전·라디오 방송국
- NHK 야마구치 방송국
- 야마구치 방송(kry)(TV는 니혼 TV계열, 라디오는 JRN&NRN계열국)
- TV 야마구치(tys)(도쿄 방송 계열)
- FM야마구치(JFN 계열)